# Deloryctis corticivora
Deloryctis corticivora är en fjärilsart som beskrevs av Edward Meyrick 1934. Deloryctis corticivora ingår i släktet Deloryctis och familjen plattmalar. Inga underarter finns listade i Catalogue of Life.